# Jimmy McDonnell
Jimmy McDonnell (Jackson, New Jersey, 30 de julio de 1992) es un jugador de baloncesto estadounidense de nacionalidad israelí que actualmente se encuentra sin equipo. Con 2,08 metros de estatura, juega en la posición de pívot.

## Trayectoria deportiva
Es un jugador formado en Temple Owls y no sería elegido en el Draft de la NBA de 2015.
Su primera experiencia como profesional más destacada sería en la temporada 2017-18 en Europa para jugar en Israel, tras pasar por el Hapoel Kazrin/Galil Elion, firmaría un contrato por una temporada con Maccabi Ashdod de la Ligat Winner.